# Joan Pons (bandoler)
Joan Pons (? – 1573) fou un bandoler del segle xvi que operà especialment entre els anys 1571 - 1573 per la zona de la Conca de Barberà.
Aquest bandoler que assolà les rodalies de les viles de Montblanc i Sarral aconseguí reunir una quadrilla de prop d'una centena d'homes amb els quals atemorí la zona nord de la vegueria de Montblanc especialment entre els anys 1571 i 1573.
El nou virrei de Catalunya, el noble castellà Fernando de Toledo, proposa una guerra total al bandolerisme i aconsegueix formar grups de sometent per lluitar contra els bandolers. Joan Pons es veu obligat a abandonar la Conca de Barberà i fuig cap a les muntanyes de l'oest de la comarca, on és perseguit sense treva pels veguers de Cervera i Vilafranca.
Capturat, fou condemnat a mort i l'executaren el 1573.